# Lisa-Maria Seydlitz
Lisa-Maria Seydlitz (* 1985 in Mannheim) ist eine deutsche Autorin.

## Leben und Werk
Seydlitz studierte Kreatives Schreiben und Kulturjournalismus in Hildesheim sowie an der Université de Provence Aix-Marseille. Von 2008 bis 2010 war sie Mitherausgeber der Literaturzeitschrift Bella triste und Stipendiatin des Klagenfurter Literaturkurses. 2012 erschien ihr erster Roman Sommertöchter, der für den ZDF-Aspekte-Literaturpreis nominiert wurde.

## Publikationen (Auswahl)
- Sommertöchter bei DuMont, 2012.
- Helium bei ARD Radiofestival. Ausgestrahlt auf allen Kulturradios der ARD, 2012.
- Eulen. In: Sprache im technischen Zeitalter. Ausgabe 209, März 2014.

## Stipendien
- Schwazer Stadtschreiberin 2013
- Stipendiatin der Berliner Autorenwerkstatt am Literarischen Colloquium Berlin 2013
- Aufenthaltsstipendium Literarisches Colloquium Berlin 2013
- Stipendiatin des 12. Klagenfurter Literaturkurs 2008